# Osmia trevoris
Osmia trevoris är en biart som beskrevs av Cockerell 1897. Osmia trevoris ingår i släktet murarbin, och familjen buksamlarbin. Inga underarter finns listade i Catalogue of Life.